# Özdemir Asaf
Özdemir Asaf (Ankara, 11 de junio de 1923 - Estambul, 28 de enero de 1981) fue uno de los poetas turcos prominentes durante el periodo republicano temprano.

## Biografía

### Vida
Nació el 11 de junio de 1923 en Ankara. Su nombre real es Halit Özdemir Arun. Su padre, Mehmet Asaf, es uno de los fundadores del Consejo de Estado. En 1930, el año en que su padre murió,  realizó la primera parte de su educación en el Instituto Galatasaray. En 1941, cuando estaba cursando el 11º grado, asistió al Instituto Kabataş para Chicos con un examen adicional y se graduó en 1942. Asistió a la Facultad de Leyes, la Facultad de Economía (hasta el 3.º grado), y la Facultad de Periodismo por un año. Mientras tanto,  trabajó para los diarios Tanin y Zaman e hizo traducciones.

### Carrera
Su primer artículo fue publicado en la revista Servet-i Fünun (Uyanış). Fue fundador de Sanat Basımevi (1951) y publicó sus libros bajo el nombre de Yuvarlak Masa Yayınları. Fue uno  de los fundadores del Temel Hakları Yaşatma Derneği (Asociación de Supervivencia de los Derechos fundamentales), fundado en 1962, bajo el liderazgo de Mehmet Ali Aybar.
Junto con Attila İlhan, fue el poeta más amado en las matinés literarias, que era una actividad favorita en los años 1950. Özdemir Asaf, quién visitó las ciudades costeras del Atlántico y el este de América en 1954, viajó por casi todo Europa, empezando por Lapland en 1959. En 1966, a partir de la invitación de la Unión Macedonia de escritores, fue a Yugoslavia y participó en el congreso de poesía.